# Stac Biorach
Stac Biorach är en 73 meter hög rauk i Storbritannien.   Den ligger i kommunen Yttre Hebriderna och riksdelen Skottland. Stac Biorach ligger i sundet mellan öarna Hirta och Soay i ögruppen St. Kilda.